# Tapirer
Tapirfamilien Tapiridae er en familie af uparrettåede hovdyr, der rummer én slægt, Tapirus, med fem arter:
- Tapirus terrestris (Lavlandstapir)
- Tapirus pinchaque (Bjergtapir)
- Tapirus bairdii (Bairds tapir)
- Tapirus indicus (Skaberaktapir)
- Tapirus kabomani (Dværgtapir)

Tapirerne lever i Latinamerika, bortset fra skaberaktapiren, der lever på Malayahalvøen og Sumatra.

## Galleri
- Lavlandstapir
- Bjergtapir
- Bairds tapir
- Skaberaktapir

| Dyr | Spire Denne artikel om dyr er en spire som bør udbygges. Du er velkommen til at hjælpe Wikipedia ved at udvide den. |